# Монастир Ура
Монастир Ура або Ура Манг Гі-лакханг — буддистський монастир в дзонгхагі Бумтанг (Бутан) посеред гевога Ура на шляху до Східного дзонгдею.

## Історія
Зведено в 1986 році на місці старого монастиря, що перебував у поганому стані. У 2007 році внутрішній дворик розширено і переобладнано мешканцями Ура.

## Опис
Розташовано на висоті 3100 м. При будівництві використано каміння та глину. Являє собою 2-поверховий високий храм, який зведено в традиційному бутанському стилі і присвячений Падмасамбхаві. Тут розташовано 3 святилища. Розпис у двох святилищах здійснено в стилі бутанського живопису. Вони зображують великі релігійні цикли школи Н'їнгмапа тантричного буддизму, а головна статуя — це зображення Падмасамбхав. У монастирі також відбувається навчання з практик тибетського буддизму.
Двір викладено пласким камінням, що використовується для селянських зібрань, а також для фестивалю й танців Якчое.